# Bob Kelso
Bob Kelso, właśc. Robert Robinson Kelso (ur. 2 października 1865 w Cardross, zm. 19 listopada 1950 w Dumbarton) – szkocki piłkarz występujący na pozycji obrońcy. Jego bratankiem był inny piłkarz, Tom Kelso.
Wraz z zespołem Renton dwukrotnie zdobył Puchar Szkocji (1885, 1888). Wywalczył też mistrzostwo Anglii z Preston North End (1890).
W reprezentacji Szkocji zadebiutował 14 marca 1885 w wygranym 8:2 meczu British Home Championship z Irlandią. W latach 1885–1898 w drużynie narodowej wystąpił siedem razy. W swoim ostatnim spotkaniu, 26 marca 1898 przeciwko Irlandii (3:0), pełnił funkcję kapitana drużyny Szkocji.